# Carduus nutans
Il cardo rosso (Carduus nutans L. 1753)  è una pianta bienne, erbacea angiosperma dicotiledone, dai grandi capolini solitari e molto spinosa, appartenente alla famiglia delle Asteraceae.

## Etimologia
Il nome del genere (Carduus) deriva dal latino (= “cardo” in italiano) che a sua volta potrebbe derivare da una parola greca il cui significato si avvicina al nostro vocabolo “rapare”; ma altre ricerche farebbero derivare da un'altra radice, sempre greca, “ardis” (= “punta dello strale”), alludendo ovviamente alla spinosità delle piante di questo genere.

L'epiteto specifico (nutans) fa riferimento al particolare portamento un po' reclinato del capolino alla fine della fioritura: sembra che oscilli al vento.

Anticamente i primi botanici denominarono questa pianta “Carduus moschatus“ perché i vari insetti pronubi erano attirati dal suo profumo.

In inglese questa pianta si chiama: Musk Thistle; mentre in tedesco si chiama: Nickende Distel.

## Descrizione

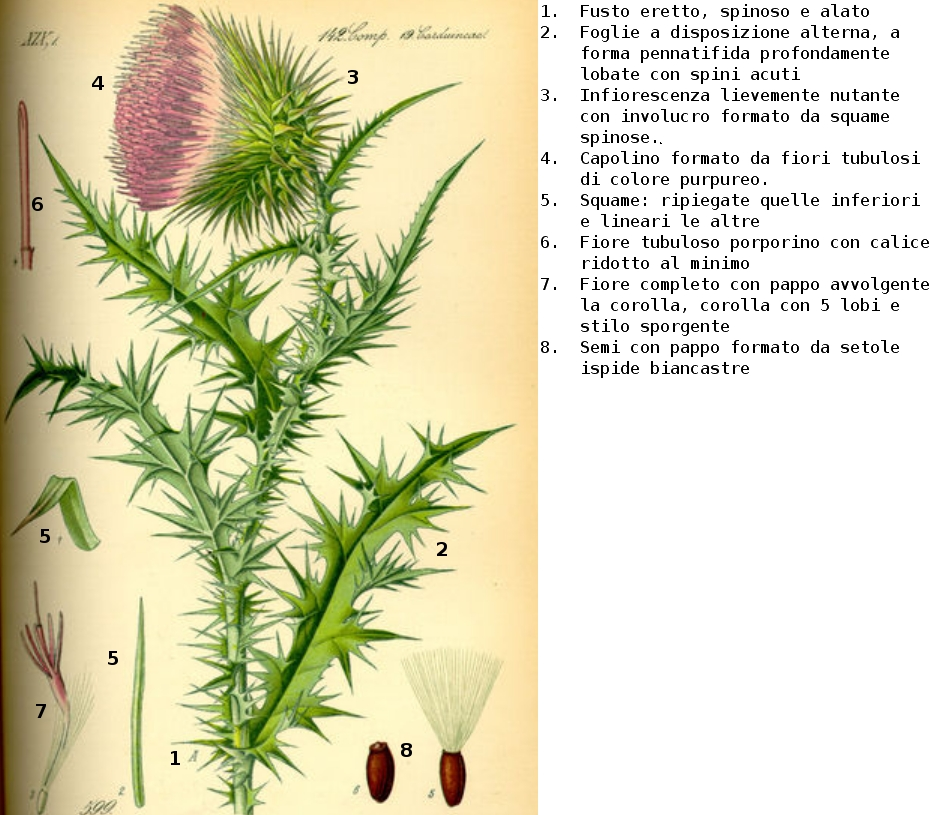
Descrizione delle parti della pianta

(La seguente descrizione è relativa alla specie Carduus nutans s.l.; per i dettagli delle varie sottospecie vedere più avanti.)

È una pianta eretta che può raggiungere i 100 cm e oltre (altezza minima 30 cm – negli Stati Uniti sono stati trovati esemplari di oltre 5 metri). La forma biologica della specie è emicriptofita bienne (H bienn); sono piante perennanti per mezzo di gemme poste al suolo con un ciclo di crescita biennale: significa che il primo anno produce al più una bassa rosetta basale di foglie (mediamente da 30 a 60 cm di lunghezza – in certi siti favorevoli, negli Stati Uniti,  sono stati trovate rosette di 4 metri di diametro), mentre il secondo anno fiorisce completamente.  Tuttavia se il clima è sufficientemente caldo può fiorire già durante il primo anno di vita. Il numero dei capolini per ogni pianta varia dalle caratteristiche del sito in cui si trova la pianta e può andare da 1 a 20 per siti poveri fino a oltre 50 per buoni siti.

### Radici
Possiede una grossa radice di ancoraggio.

### Fusto
Il fusto appare eretto e bianco – feltroso soprattutto nella parte alta, non molto ramificato ma foglioso e molto spinoso (lunghezza delle spine 3 – 6 mm) ad eccezione del tratto precedente il capolino. Il fusto è inoltre alato in modo irregolare (ali larghe 2 – 4 mm) e solcato, mentre è cilindrico in alto.

### Foglie

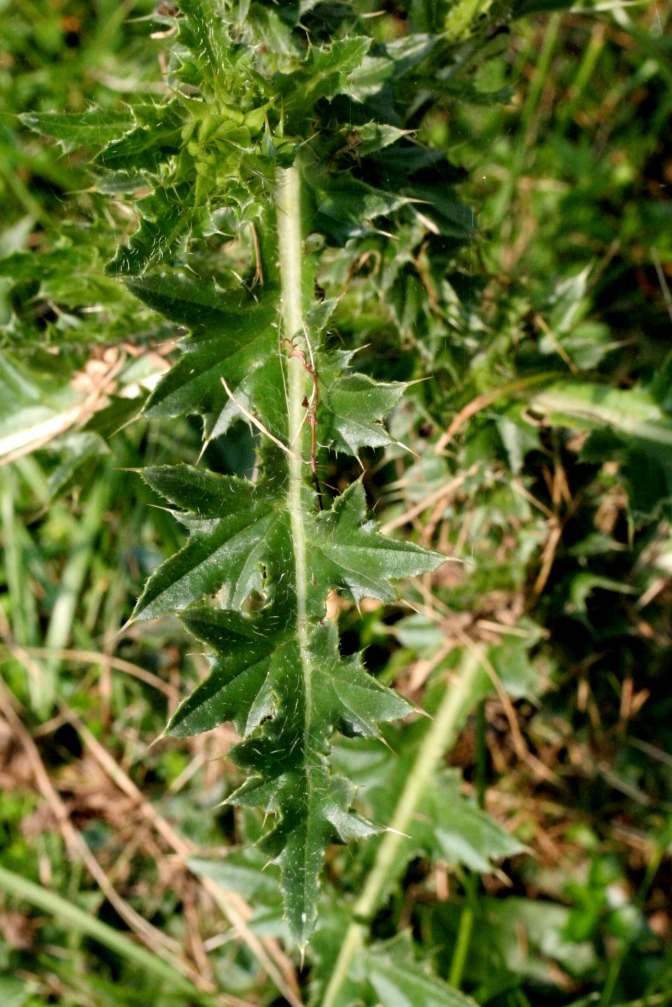
Foglia
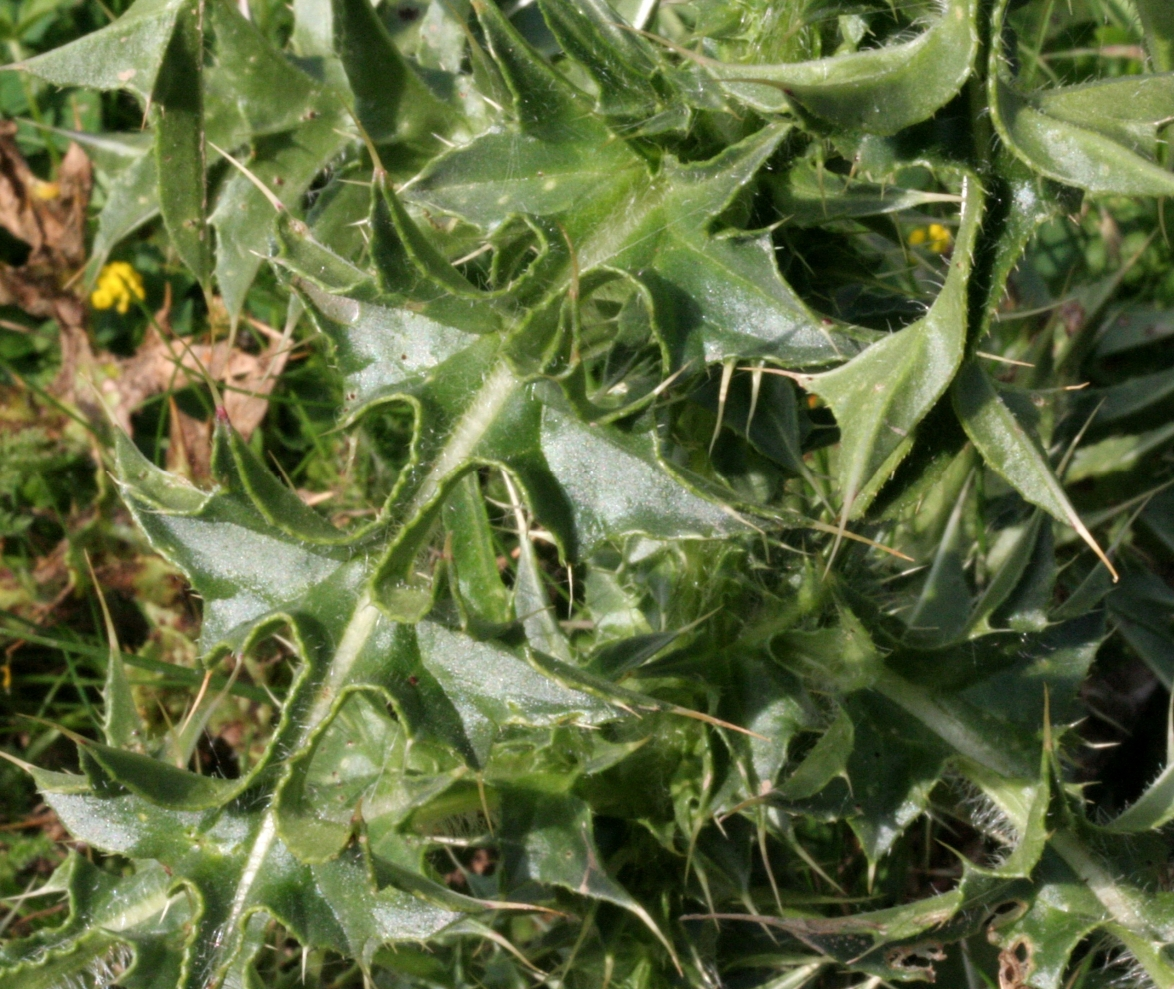
Foglia

Le foglie lungo il fusto sono disposte in modo alterno; hanno la lamina sinuato – dentata oppure lobato – pennatifida (sono profondamente divise in 6 – 12 parti) e sono sessili, mentre quelle basali formano una rosetta. I segmenti laterali delle foglie sono increspati e acutamente spinosi (terminano con una spina giallastra). La base delle foglie è inoltre decorrente lungo il fusto in basso, mentre la superficie è glabra o appena pubescente e cerosa nella parte superiore, e coperte di filamenti simili a ragnatele nella pagina inferiore. Il colore delle foglie è generalmente verde scuro. Dimensioni delle foglie: larghezza 2 – 8 cm, lunghezza 8 – 30 cm; dimensione dei lobi laterali: larghezza 5 cm, lunghezza 8 cm; l'area centrale indivisa è larga 5 – 6 mm. 

### Infiorescenza

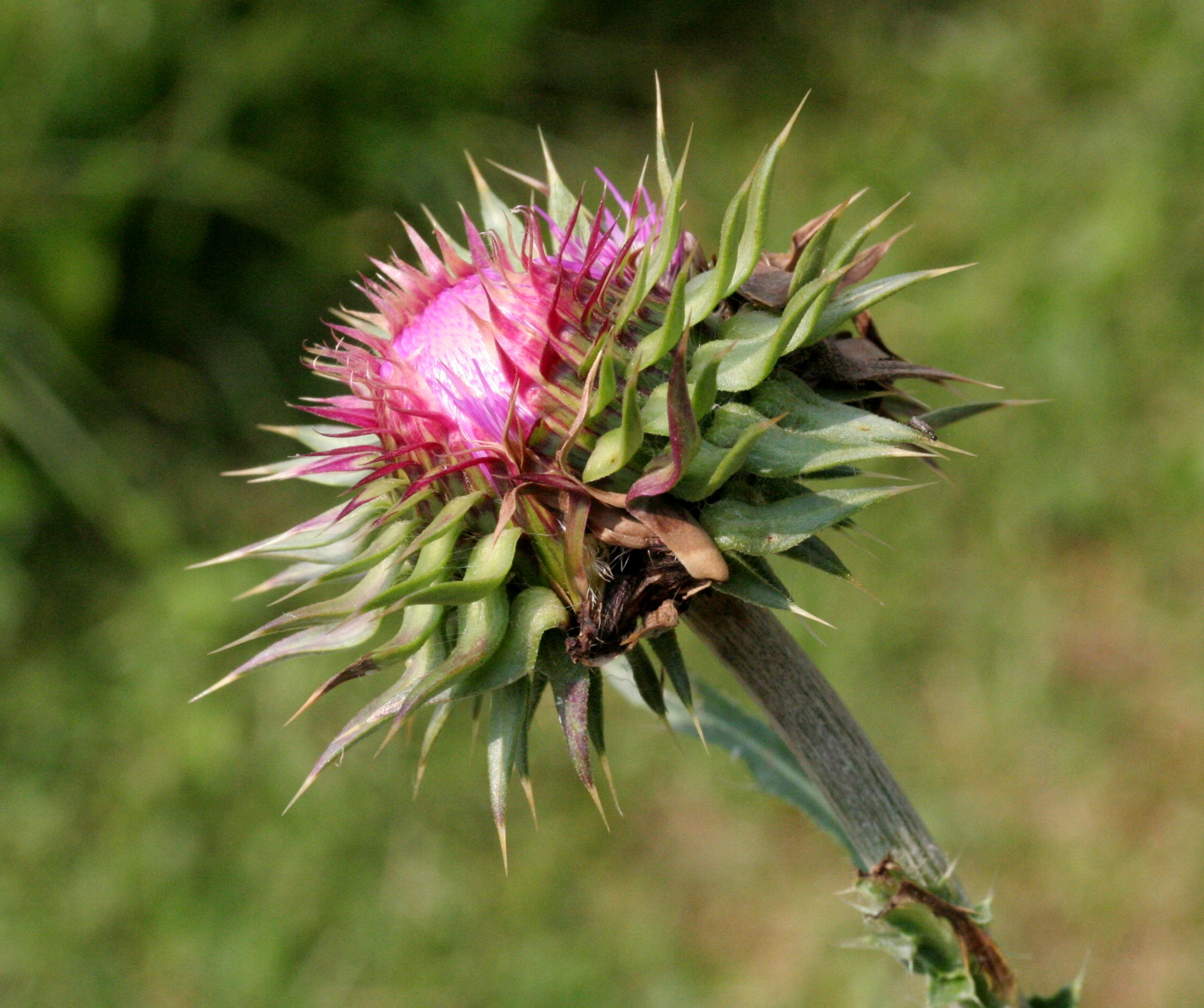
Il capolino
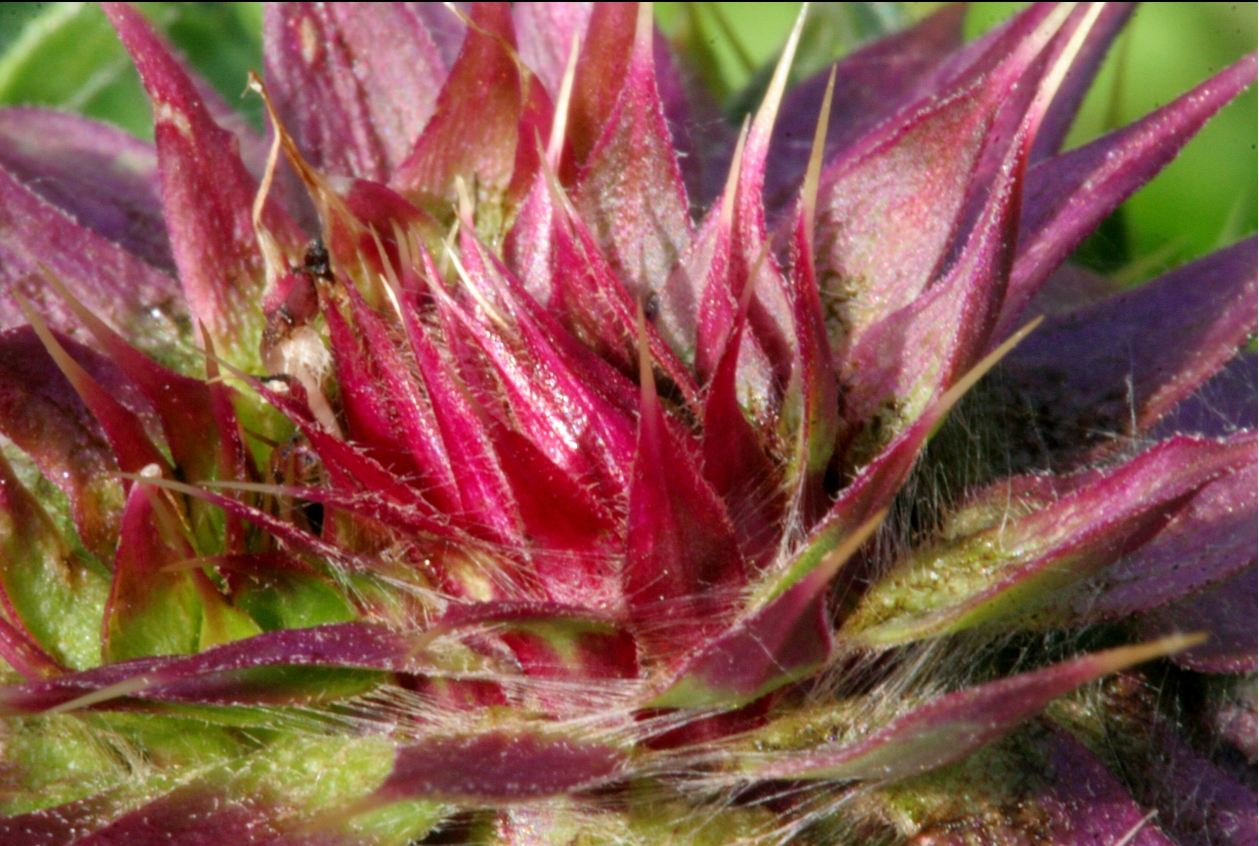
Le squame dell'involucro

L'infiorescenza è formata da grandi capolini, portanti un centinaio è più di fiori tubulosi, circondato da squame involucrali piuttosto evidenti (brattee acuminate e spinose). Qualche volta l'infiorescenza si presenta corimbosa e raramente ascellare. La forma del capolino è ovoidale o globosa e sono portati da peduncoli lievemente reclinati verso il basso (penduli e nutanti) alla fine della fioritura. Le squame (brattee involucrali), di forma lanceolata o ovale, hanno una larga base ed una strozzatura evidente nella parte mediana e alla fine sono ripiegate verso il basso; sono verdi quelle esterne e rosse quelle più interne. Dimensione del capolino: 3 – 5 cm; lunghezza dei peduncoli: da 2 a 30 cm. Dimensioni medie dell'involucro a forma emisferica: larghezza 20 – 30 mm, lunghezza 20 – 70 mm. Dimensioni delle brattee medie: larghezza 1,5 – 8 mm; lunghezza 15 – 45 mm. 

### Fiori

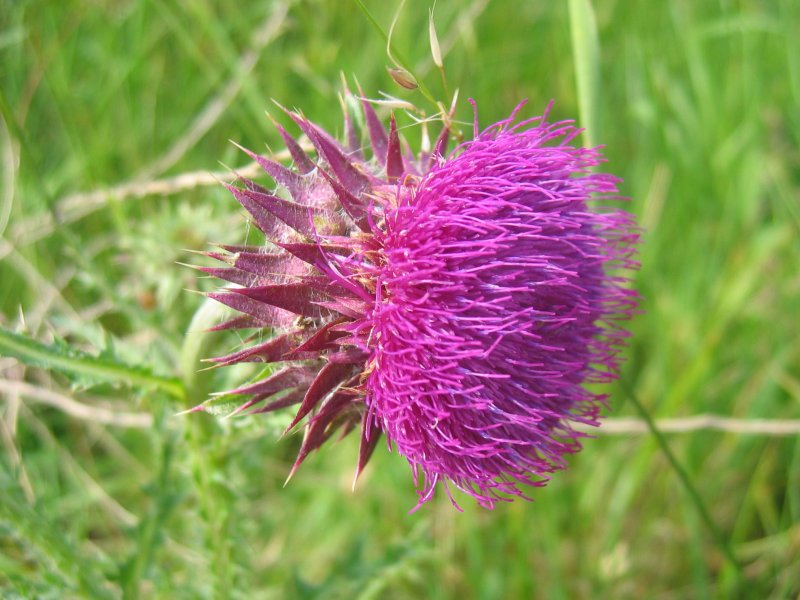
I fiori tubulosi

I fiori del capolino sono tutti tubulosi (il tipo ligulato, presente nella maggioranza delle Asteraceae,  qui è assente), sono inoltre ermafroditi, tetraciclici (calice– corolla – androceo – gineceo) e pentameri. I fiori sono profumati (forte odore muschiato).
- Formula fiorale :

- /x K {\displaystyle \infty }, [C (5), A (5)], G 2 (infero), achenio

- Calice: il calice è ridotto al minimo.
- Corolla:  la corolla di colore rosso purpureo è tubulosa inizialmente, ma poi acquista una struttura imbutiforme e termina con 5 lobi. Lunghezza della corolla: 18 – 24 mm. A maturazione il pappo avvolge quasi completamente la corolla (per 4/5 della sua lunghezza).
- Androceo: gli stami sono 5 ed hanno dei filamenti liberi e pelosi che possiedono la particolarità di compiere dei movimenti. Le antere sono caudate alla base (hanno una coda).
- Gineceo: l'ovario è infero; gli stimmi sono glabri (hanno un ciuffo di peli solo all'apice dello stilo che sporge rispetto alla corolla).
- Fioritura: da giugno a agosto.
- Impollinazione: tramite farfalle (anche notturne) e api; la pianta è ricca di nettare.

### Frutti

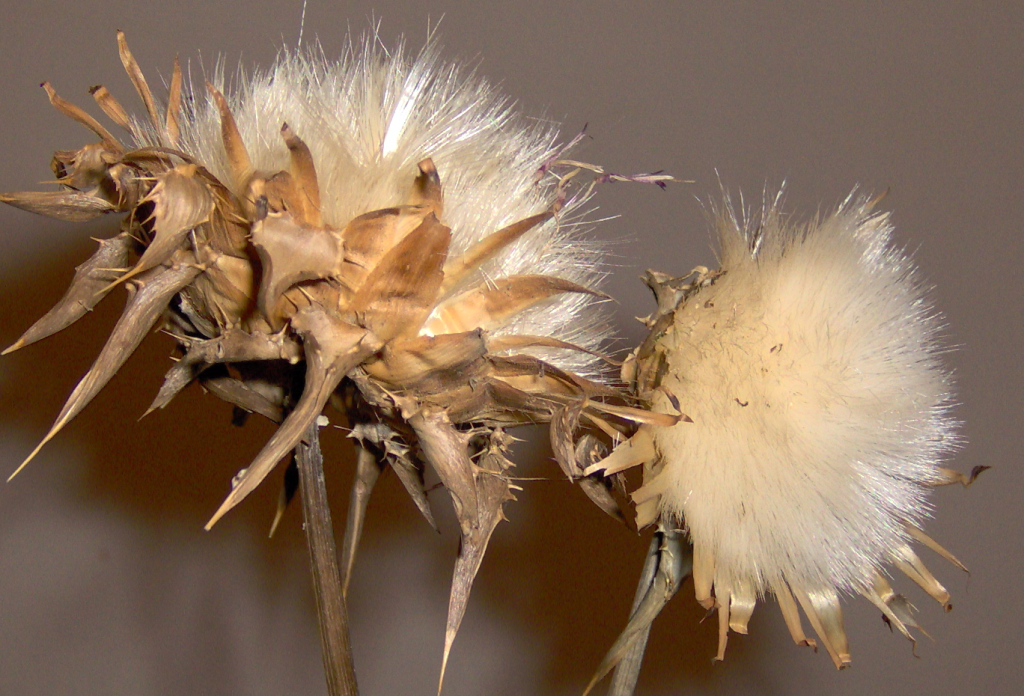
Le setole ispide dei frutti maturi
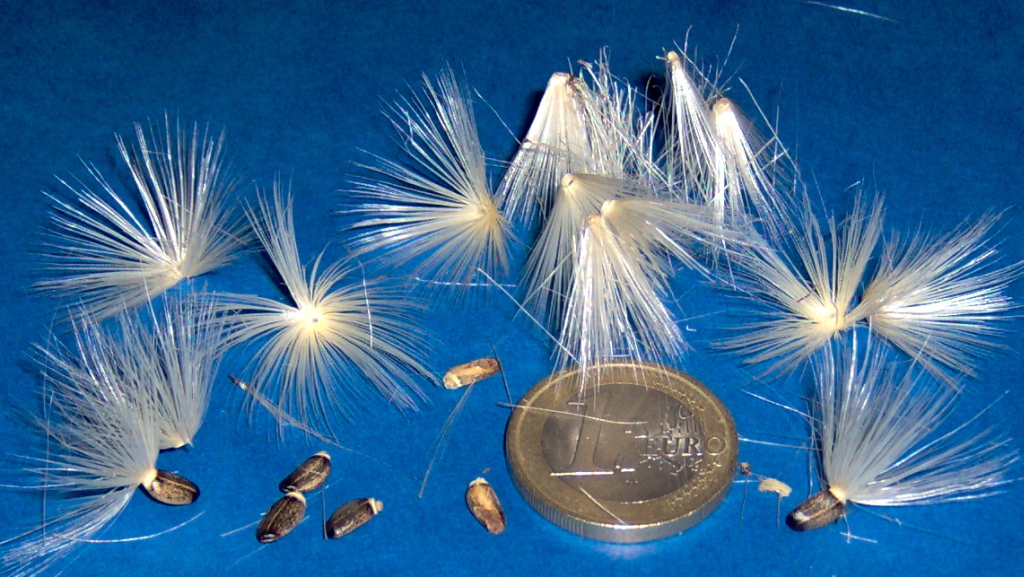
Semi e setole del pappo

I semi, di colore giallo - marrone, sono dispersi al vento grazie al pappo:  insieme di semplici setole ispide (non piumose) e biancastre disposte su più file che compare quando il frutto (un achenio di forma ovoidale) è maturo. Ogni pianta può produrre migliaia di semi (possono arrivare a oltre 100.000 semi in totale – 1.200 per capolino) e vengono dispersi circa un mese dopo la fioritura. Sembra che un singolo seme rimanga attivo nel suolo fino a 10 anni. Questo naturalmente non facilita il controllo di queste piante che in varie parti del mondo sono considerate infestanti. I cardellini (Carduelis carduelis) ed altri simili uccelli sono ghiotti dei piccoli semi di queste piante e ovviamente ne favoriscono la dispersione. Dimensione dei semi: 4 – 5 mm; lunghezza delle setole del pappo: 13 – 25 mm.

## Biologia
- Impollinazione: l'impollinazione avviene tramite insetti (impollinazione entomogama) quali api e lepidotteri.
- Riproduzione: la fecondazione avviene fondamentalmente tramite l'impollinazione dei fiori (vedi sopra).
- Dispersione: i semi cadendo a terra (dopo essere stati trasportati per alcuni metri dal vento per merito del pappo – disseminazione anemocora) sono successivamente dispersi soprattutto da insetti tipo formiche (disseminazione mirmecoria).

## Distribuzione e habitat
- Geoelemento: si tratta di una specie propria dell'Europa occidentale. Il tipo corologico è "Europeo".
- Distribuzione: si trova in gran parte dell'Europa, Asia minore, Caucaso, Africa settentrionale, Asia occidentale. In Italia è comune su quasi tutto il territorio.
- Habitat: è considerata pianta infestante e si trova facilmente in estate in posti assolati ed in zone aride e sassose ma anche in tutti gli ambienti rurali e perfino alle periferie cittadine lungo sentieri e strade. Preferisce terreni calcarei sassosi ma anche sabbiosi. Questa pianta si diffonde rapidamente in aree soggette a frequenti perturbazioni naturali come inondazioni e smottamenti dove altre specie hanno difficoltà ad insediarsi.
- Distribuzione altitudinale: dal piano fino a circa 1.700 m s.l.m..

### Fitosociologia

#### Areale alpino
Dal punto di vista fitosociologico alpino Carduus nutans appartiene alla seguente comunità vegetale:
- Formazione: delle comunità perenni nitrofile

- Classe: Artemisietea vulgaris

- Ordine: Onopordetalia acanthii

#### Areale italiano
Per l'areale completo italiano Carduus nutans appartiene alla seguente comunità vegetale:
- Macrotipologia: vegetazione erbacea sinantropica, ruderale e megaforbieti.

- Classe: Artemisietea vulgaris Lohmeyer, Preising & Tüxen ex Von Rochow, 1951

- Ordine: Onopordetalia acanthii Br.-Bl. & Tüxen ex Klika in Klika & Hadač, 1944

- Alleanza: Onopordion acanthii Braun-Blanq.in Braun-Blanq., Gajewski, Wraber & Walas, 1936

Descrizione: l'alleanza Onopordion acanthii è relativa alle comunità antropiche (pioniere ruderali e nitrofile) formata dai grandi cardi (generi Onopordum, Carduus, Cirsium e altri) a ciclo biologico annuale, biennale o perenne con portamento a rosetta a fioritura tardo-invernale o estiva e con un microclima temperato (variabile da subcontinentale a submediterraneo). Il terreno sul quale si sviluppa questa comunità deve essere rimosso e non umido. La distribuzione di questa alleanza è soprattutto nell’Europa continentale (Ucraina, Ungheria e Monti Balcani) con diffusione in tutto il resto dell’Europa. In Italia l’alleanza è localizzata sulle Alpi e nelle porzioni subcontinentali degli Appennini.
Specie presenti nell'associazione: Ballota nigra, Artemisia vulgaris, Achillea millefolium, Artemisia absinthium, Carduus acanthoides, Nepeta cataria, Elytrigia repens e Onopordum acanthium.

## Tassonomia
La famiglia di appartenenza di questa voce (Asteraceae o Compositae, nomen conservandum) probabilmente originaria del Sud America, è la più numerosa del mondo vegetale, comprende oltre 23.000 specie distribuite su 1.535 generi, oppure 22.750 specie e 1.530 generi secondo altre fonti (una delle checklist più aggiornata elenca fino a 1.679 generi). La famiglia attualmente (2021) è divisa in 16 sottofamiglie.
Cardueae è una delle 4 tribù della sottofamiglia. La tribù Cardueae a sua volta è suddivisa in 12 sottotribù (la sottotribù Carduinae è una di queste).  Il genere Carduus elenca 92 specie distribuite in Eurasia e parte in Africa del nord, delle quali una ventina sono presenti spontaneamente sul territorio italiano.

### Filogenesi
Il genere di questa voce è inserito nel gruppo tassonomico della sottotribù Carduinae. In precedenza provvisoriamente era inserito nel gruppo tassonomico informale "Carduus-Cirsium Group". La posizione filogenetica di questo gruppo nell'ambito della sottotribù è abbastanza vicina al "core" della sottotribù (con il genere Cirsium forma un "gruppo fratello") e dalle analisi molecolari è stato calcolato in 7,2 milioni di anni fa la separazione di questo genere dal resto del gruppo.

Il genere Carduus spesso viene botanicamente “confuso” con altri generi come quello del Cirsium o Cnicus (in effetti un tempo diverse specie di quest'ultimo genere appartenevano al genere Carduus). Un modo per distinguere il genere Carduus dagli altri è esaminare le setole del pappo: nel genere in esame le setole sono delle pagliette denticolate e ispide e non piumose come ad esempio nel genere Cirsium. 

La specie “nutans” fa parte di un gruppo di piante molto variabili e complesse dal punto di vista morfologico. Può essere vista come una specie diversa (insieme ad altre specie molto simili) oppure come una specie unica con diverse sottospecie (è il caso più usuale tra i vari botanici). Frequente è la presenza di individui intermedi di difficile determinazione, presenza dovuta a scambi di caratteristiche tra le varie sottospecie o per ibridazione con altre specie (anche di generi diversi). Le varie sottospecie si possono distinguere per la dimensione (e forma) delle squame dell'involucro o per la pubescenza più o meno marcata delle foglie o per la profondità delle incisioni delle foglie; in altri casi si possono fare delle distinzioni sulla dimensione del capolino (esistono sottospecie con capolini più piccoli da 1,5 a 3,5 cm di diametro).
Il numero cromosomico di C. nutans è: 2n = 16.
I caratteri distintivi di questa specie nell'ambito del genere sono:
- la massima altezza di queste piante è di 150 cm;
- i fusti sotto il capolino sono nudi;
- la forma dell'involucro varia da emisferico a ovoide;
- le brattee involucrali medie sono ristrette (hanno una strozzatura) a metà e terminano appuntite;
- la corolla è lunga 18 – 24 mm.

Questi caratteri sono condivisi con le seguenti specie (tra parentesi sono indicati alcuni caratteri distintivi della specie):
- Carduus chrysacanthus Ten., 1825 – Cardo appenninico (la massima altezza di queste piante è di 40 cm; i fusti sono alati fin sotto il capolino).
- Carduus argyroa Biv., 1813 - Cardo argiroa (la massima altezza di queste piante è di 150 cm; i fusti sotto il capolino sono nudi; la corolla è lunga 10 – 12 mm).

### Sottospecie
In Italia sono riconosciute 9 sottospecie (o stirpi) di Carduus nutans; qui di seguito descritte (non sempre le varie sottospecie sono riconosciute da tutte le checklist):.
1A: le foglie di queste piante sono incise fino a 1/3 - 4/5 della larghezza della lamina; 
2A: la lunghezza dei peduncoli del capolino arriva fino a 22 cm; le brattee involucrali medie sono larghe 4 - 8 mm e sono pubescenti;
Subsp. leiophyllus

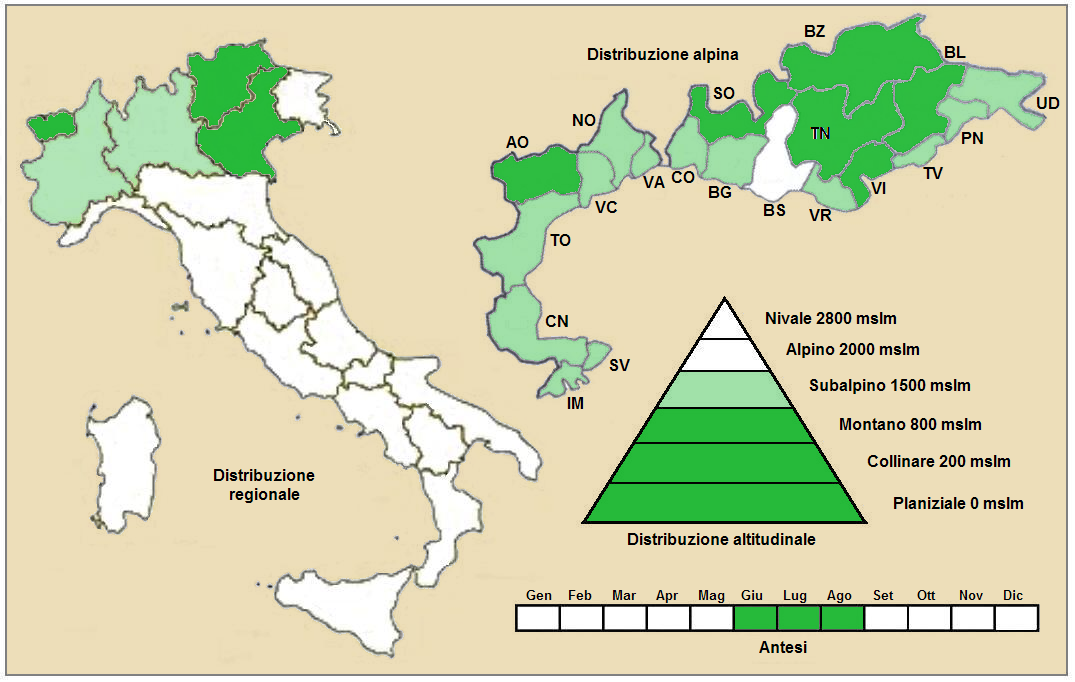
Distribuzione della sottospecie platylepis (Distribuzione regionale e distribuzione alpina)

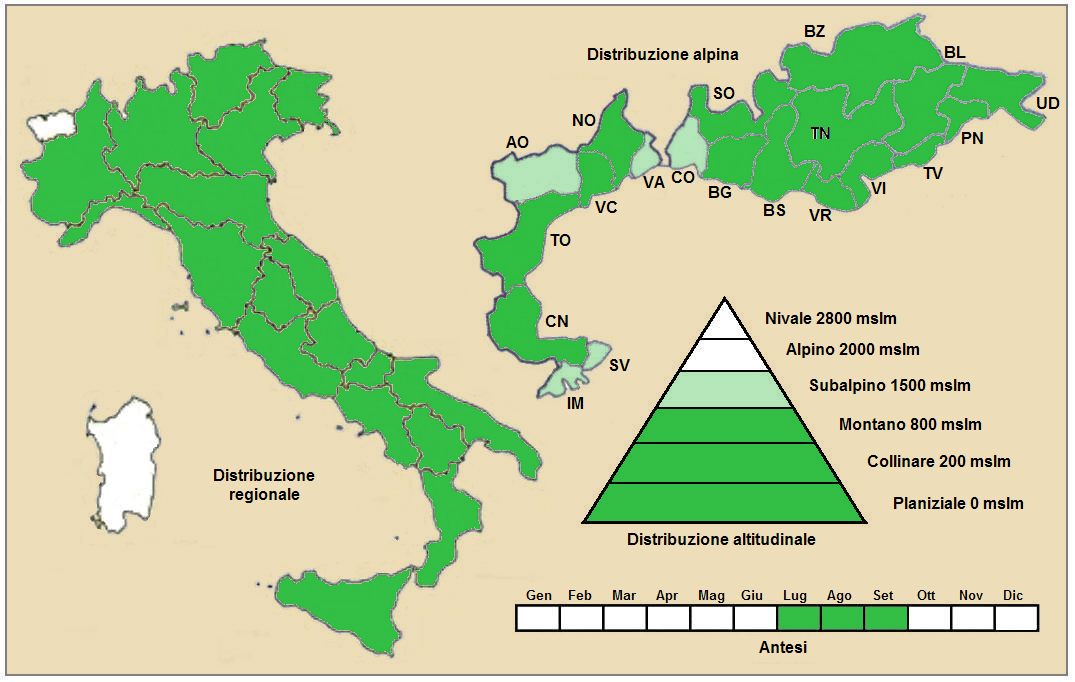
Distribuzione della sottospecie nutans (Distribuzione regionale e distribuzione alpina)

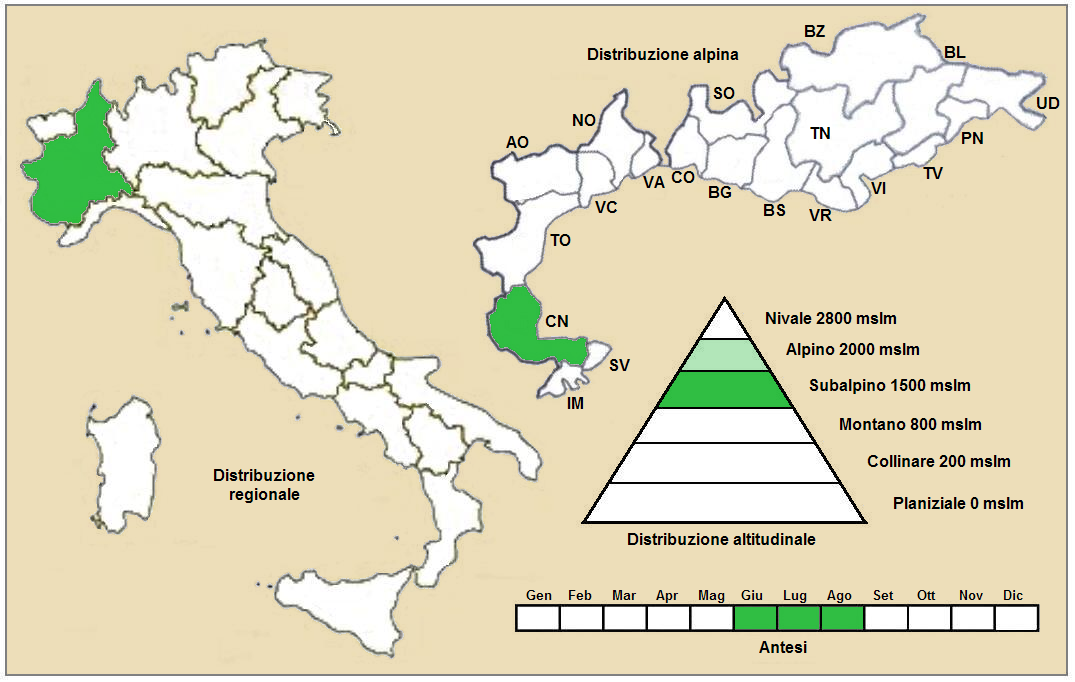
Distribuzione della sottospecie alpicola (Distribuzione regionale e distribuzione alpina)

- Nome scientifico: Carduus nutans L. subsp. leiophyllus (Petrovič) Stoj. & Stef..
- Nome comune: cardo rosso a squame grandi.
- Descrizione: le foglie sono più lunghe e più incise (lunghezza delle foglie: 10 – 40 cm; profondità delle incisioni: da 1/3 a 4/5 della lamina fogliare); squame dell'involucro: le squame nella parte basale sono oblanceolate, mentre all'apice sono progressivamente più ristrette con la spina apicale rigida (dimensione delle squame: larghezza 2,5 – 8 mm; lunghezza 15 – 50 mm); capolini: il diametro dei capolini è relativamente grande (da 4 a 8 cm); i capolini sono inoltre solitari e lungamente peduncolati; fioritura: da giugno a agosto.
- Geoelemento: il tipo corologico (area di origine) è Europeo.
- Distribuzione: in Italia è presente dal nord al centro; è presente anche nell'Europa centro-orientale (fino all'Anatolia).
- Habitat: l'habitat preferito sono gli incolti aridi e i pascoli soleggiati fino ad una altitudine di 1.700 m s.l.m..
- Sinonimi: C. leiophyllus Petrovic - C. thoermerii Weinm. - C. nutans subsp. macrolepis (Peterm.) Kazmi - C. thoermerii subsp. armenus (Boiss.) Kazmi.

2B: la lunghezza dei peduncoli del capolino arriva fino a 15 cm; le brattee involucrali medie sono larghe 1,5 - 5 mm e sono più o meno glabre;
3A: le spine del fusto e delle foglie sono lunghe fino a 4 mm; il pappo è lungo più di 18 mm;
Subsp. platylepis
- Nome scientifico: Carduus nutans L. subsp. platylepis  (Rchb. & Saut.) Nyman, 1879 .
- Basionimo: Carduus platylepis  Rchb. & Saut., 1830.
- Nome comune: cardo a brattee larghe.
- Descrizione: le foglie hanno delle profonde incisioni da 1/3 a ½ della lamina; lunghezza delle foglie: 5 – 10 cm; i capolini sono solitari e brevemente peduncolati; il diametro dei capolini è 3 – 4 cm; le squame sono bruscamente ristrette in punta con spina apicale debole e metà basale ovata (larga quanto la parte apicale); i nervi sono indistinti; dimensione delle squame: larghezza 2 – 4 mm; lunghezza 5 – 15 mm; fioritura: da giugno a agosto.
- Geoelemento: il tipo corologico (area di origine) è Alpico / Ovest Europeo.
- Distribuzione: è una sottospecie alpina (dal Cadore al Piemonte); oltreconfine, sempre nelle Alpi, si trova in Svizzera (cantoni Vallese, Ticino e Grigioni), in Austria (Länder del Tirolo Settentrionale, Tirolo Orientale e Salisburgo); è inoltre presente nella parte centrale dell'Europa;
- Habitat: l'habitat tipico per questa sottospecie sono gli incolti aridi e le scarpate fino ad una altitudine di 1.700 m s.l.m..
- Sinonimi: C. platylepis Rchb. et Saut.

3B: le spine del fusto e delle foglie sono lunghe fino a 8 mm; il pappo è lungo meno di 18 mm;
Subsp. nutans
- Nome scientifico: Carduus nutans L. subsp. nutans.
- Nome comune: cardo rosso.
- Descrizione: l'incisione delle foglie va da 1/3 a 4/5 della lamina e sono meno lunghe (da 8 a 15 cm); il diametro dei capolini (generalmente molti e sessili) è lievemente minore (da 3 a 4 cm); le squame alla base sono ovate e più larghe, quindi sono progressivamente attenuate in una punta acuta, rigida e pungente (dimensione delle squame: larghezza 1,5 – 2,5 mm, lunghezza 7 – 25 mm); fioritura: da giugno a agosto.
- Geoelemento: il tipo corologico (area di origine) è Ovest Europeo.
- Distribuzione:  è la specie più comune in Italia; oltre confine, sempre nelle Alpi, si trova in Francia (dipartimenti di Alpes-de-Haute-Provence, Hautes-Alpes, Alpes-Maritimes, Savoia e Alta Savoia), in Svizzera (cantoni Berna, Vallese e Grigioni), in Austria (Länder del Vorarlberg, Tirolo Settentrionale, Tirolo Orientale, Salisburgo, Carinzia, Austria Superiore e Austria Inferiore) e Slovenia; sugli altri rilievi europei è presente nel Massiccio del Giura, Massiccio Centrale, Pirenei, Monti Balcani e Carpazi; oltre all'Europa, questa sottospecie è presente anche in Africa mediterranea occidentale (è presente anche in Australia, ma è considerata specie naturalizzata).
- Distribuzione altitudinale: da un punto di vista altitudinale questa sottospecie frequenta il piano vegetazionale montano, quello collinare e in parte quello subalpino (oltre a quello planiziale).
- Habitat: l'habitat tipico per questa sottospecie sono le zone ruderali, le scarpate, i sentieri e strade rurali fino ad una altitudine di 1.700 m s.l.m.; il substrato preferito è calcareo ma anche calcareo/siliceo con pH basico, alti valori nutrizionali del terreno che deve essere secco.

Subsp. alpicola
- Nome scientifico: Carduus nutans L. subsp. alpicola (Gillot) Chass. & Arènes, 1936.
- Basionimo: Carduus nutans prol. alpicola Gillot in Bull., 1902.
- Nome comune: cardo alpicolo o cardo delle Alpi.
- Descrizione: le foglie sono incise meno della metà lamina; il diametro dei capolini è di 50 - 60 mm; fioritura: da giugno a luglio.
- Geoelemento: il tipo corologico (area di origine) è Ovest e Centro Europa.
- Distribuzione: in Italia si trova nella provincia di Cuneo; è presente anche in Francia (dipartimenti di Alpes-de-Haute-Provence, Hautes-Alpes, Alpes-Maritimes e Isère) e anche nella parte continentale dell'Europa centrale.
- Distribuzione altitudinale: da un punto di vista altitudinale questa sottospecie frequenta il piano vegetazionale subalpino e in parte quello alpino.
- Habitat: l'habitat tipico per questa sottospecie sono gli ambienti ruderali, le scarpate, i riposi del bestiame e le balme fino ad una altitudine di 1.500 m s.l.m.; il substrato preferito è calcareo ma anche calcareo/siliceo con pH basico, alti valori nutrizionali del terreno che deve essere secco.
- Sinonimi: C. alpicola Gillot

1B: le foglie di queste piante sono incise fino alla nervatura centrale (rachide) della lamina;
4A: dimensioni delle foglie: larghezza 3 - 10 cm; lunghezza 8 - 25 cm;
Subsp. macrocephalus
- Nome scientifico: Carduus nutans L. subsp. macrocephalus (Desf.) Nyman.
- Nome comune: cardo a capolini grossi;
- Descrizione: le foglie sono completamente pennato-divise; i nervi sono inoltre rilevati per tutta la loro lunghezza; i capolini sono solitari all'apice di peduncoli allungati e non alati; la dimensione dei capolini è maggiore rispetto alle altre sottospecie (fino a 8 cm; dimensioni medie: 4  – 5 cm); le squame sono ricurve e scanalate nella metà inferiore; all'apice è presente una spina breve ma superante i fiori; dimensione delle squame medie: larghezza 2 – 4 mm; lunghezza 20 – 35 mm; lunghezza della corolla dei fiori tubulosi: 27 – 30 mm; lunghezza delle setole del pappo: 10 – 12 mm; fioritura: da giugno a agosto.
- Geoelemento: il tipo corologico (area di origine) è Steno - Mediterraneo.
- Distribuzione: in Italia è presente al sud e nelle isole; oltre all'Europa (con distribuzione discontinua) si trova nell'Africa mediterranea occidentale.
- Habitat: l'habitat tipico per questa sottospecie sono gli incolti aridi, i pascoli, e i margini delle vie fino ad una altitudine di 1.900 m s.l.m..
- Sinonimi: C. macrocephalus Desf. - C. nutas var. longispinus Moris - C. longispinus (Moris) Arcang. - C. nutans subsp. scabrisquamus Arenes

Subsp. siculus
- Nome scientifico: Carduus nutans L. subsp. siculus  (Franco) Greuter, 2003 .
- Basionimo: Carduus macrocephalus subsp. siculus Franco.
- Nome comune: cardo siculo.
- Descrizione: il fusto è privo d'ali nella parte superiore; le foglie hanno i nervi rilevanti per tutta la loro lunghezza; i capolini sono sorretti da peduncoli lisci; il diametro dei capolini è di 3 – 4,5 cm; le squame sono eretto-patenti a forma piana; sono larghe 3 – 4 mm e all'apice è presente una spina breve che non supera i fiori; fioritura: da giugno a agosto.
- Geoelemento: il tipo corologico (area di origine) è Endemico.
- Distribuzione: Sicilia.
- Habitat: l'habitat tipico per questa sottospecie sono gli incolti aridi, i pascoli e i bordi delle vie fino ad una altitudine di 1.900 m s.l.m..
- Sinonimi: C. macrocephalus subsp. siculus Franco.

Subsp. taygeteus
- Nome scientifico: Carduus nutans L. subsp. taygeteus  (Boiss. & Heldr.) Hayek, 1931.
- Basionimo: Carduus taygeteus Boiss. & Heldr..
- Nome comune: cardo rosso.
- Descrizione: i fusti sono alati fin quasi ai capolini e l'indumento è bianco- tomentoso; le foglie sono completamente pennato-divise; i nervi sono rilevati solo nella metà basale; i capolini sono solitari e sorretti da peduncoli allungati; la dimensione dei capolini è maggiore (fino a 8 cm; normalmente 4 – 5 mm); la spina apicale delle squame è robusta e lunga 2 – 4 mm; dimensione delle squame: larghezza 2 – 3 mm; lunghezza 20 – 35 mm; la corolla è lunga 27 – 30 mm; le setole del pappo sono lunghe 10 – 12 mm; fioritura: da giugno a agosto.
- Geoelemento: il tipo corologico (area di origine) è teno - Mediterraneo.
- Distribuzione: in Italia è presente al sud e nelle isole (solo Sardegna); è presente inoltre nella parte occidentale della Penisola Balcanica e in Anatolia.
- Habitat: l'habitat tipico per questa sottospecie sono gli incolti aridi, i pascoli, e i margini delle vie.
- Sinonimi: C. taygeteus Boiss. et Heldr. - C. nutans var. brachycentrus Hausskn - C. nutans subsp. inconstrictus O. Schwarz - C. macrocephalus subsp. inconstrictus (O. Schwarz) Kazmi.

4B: dimensioni delle foglie: larghezza 1,5 - 2,5 cm; lunghezza 8 - 10 cm;
Subsp. micropterus
- Nome scientifico: Carduus nutans L. subsp. micropterus (Borbás) Hayek, 1931.
- Basionimo: Carduus nutans var. micropterus Borbás.
- Nome comune: cardo ad ali strette.
- Descrizione: le ali sono meno sviluppate; le foglie sono più piccole, ma completamente pennato-divise; i capolini sono isolati su lunghi peduncoli; l'involucro è un po' arrotondato (quasi appiattito); le squame sono sempre appressate ed erette; dimensione delle squame: larghezza 1,5 – 4 mm; lunghezza 20 – 30 mm; fioritura: da giugno a agosto.
- Geoelemento: il tipo corologico (area di origine) è Nord Mediterraneo / Anfiadriatico.
- Distribuzione: in Italia è presente al centro e al sud e non nelle isole; risulta presente anche nella parte nord-occidentale della Penisola Balcanica (quella parte che si affaccia sul mare Adriatico).
- Habitat: l'habitat tipico per questa sottospecie sono gli incolti aridi vie fino ad una altitudine di 1.500 m s.l.m..
- Sinonimi: C. nutans var. micropterus Borbas - C. micripterus (Borbas) Teyber.

Subsp. perspinosus
- Nome scientifico: Carduus nutans L. subsp. perspinosus (Fiori) Arènes, 1949.
- Basionimo: Carduus nutans f. perspinosus Fiori.
- Nome comune: cardo ad ali strette.
- Descrizione: le ali sono meno sviluppate; le foglie sono più piccole, ma completamente pennato-divise; i capolini sono isolati su lunghi peduncoli; l'involucro è decisamente troncato alla base; le squame sono più o meno patenti all'apice; larghezza delle squame: 1,5 – 2 mm; fioritura: da giugno a agosto.
- Geoelemento: il tipo corologico (area di origine) è Endemico.
- Distribuzione: questa sottospecie si trova soprattutto nell'Italia meridionale fino ad una altitudine di 1.500 m s.l.m..
- Habitat: l'habitat tipico per questa sottospecie sono gli incolti aridi.
- Sinonimi: C. nutans fo. perspinosus Fiori - C. micropteris subsp. perspinosus (Fiori) Kazmi.

Per il Carduus nutans sono riconosciute inoltre altre sottospecie non presenti in Italia:
- Carduus nutans subsp. falcato-incurvus P.H.Davis, 1975 - Distribuzione:  Anatolia
- Carduus nutans subsp. granatensis (Willk.) O.Bolòs & Vigo, 1988 - Distribuzione:  Spagna
- Carduus nutans var. litoralis P.D. Sell - Distribuzione:  Anatolia
- Carduus nutans subsp. platypus (Lange) Greuter, 2003 - Distribuzione:  Penisola Iberica
- Carduus nutans subsp. trojanus P.H.Davis, 1975 - Distribuzione:  Anatolia

### Ibridi
Nell'elenco seguente sono indicati alcuni ibridi intraspecifici:
- Carduus x aemilii Briq. & Cavillier in Burnat (1931) – Ibrido fra : Carduus nigrescens e C. nutans
- Carduus x brunneri Doll (1859) – Ibrido fra : Carduus defloratus e C. nutans
- Carduus x grenieri Schultz-Bip. ex Nyman (1879) – Ibrido fra : C. nutans e Carduus personata
- Carduus x lesurinus Rouy (1905) – Ibrido fra : C. nutans  e Carduus vivariensis
- Carduus x loretii Rouy (1905) – Ibrido fra : Carduus medius e C. nutans
- Carduus x mixtus Corb. (1894) – Ibrido fra : C. nutans e Carduus tenuiflorus
- Carduus x orthocephalus Wallroth (1840) – Ibrido fra : Carduus acanthoides e C. nutans
- Carduus x puechii Coste (1903) – Ibrido fra : C. nutans e Carduus vivariensis subsp. australis
- Carduus x veronensis Arènes (1949) – Ibrido fra : C. nutans e Carduus pycnocephalus

Ibridi fra generi diversi:
- x Carduocirsium borderei (Rouy) P. Fourn. (1940) – Ibrido fra : C. nutans e Cirsium monspessulanum
- x Carduocirsium parisiense (P. Fourn.) P. Fourn. (1940) – Ibrido fra : C. nutans e Cirsium vulgare

### Specie simili
Tutti i cardi sono molto simili tra di loro. Nell'elenco sottostante sono indicate alcune specie principalmente abitatrici dell'arco alpino con le caratteristiche più differenti rispetto alla specie di questa voce:
- Carduus acanthoides L. - Cardo branca-orsina: il fusto è poco ramoso con pochi capolini terminali; le foglie superiori hanno la lamina ristretta e pennatosetta; la pagina inferiore delle foglie è cosparsa di peli pluricellulari crespi; tutta la pianta è molto spinosa con spine rigide.
- Carduus crispus L. - Cardo crespo: la pagina inferiore delle foglie è cosparsa di peli unicellulari lisci; le spine in genere sono più deboli.
- Carduus personata (L.) Jacq. - Cardo bardana: il fusto è ampiamente ramoso con diversi capolini terminali; le foglie superiori hanno la lamina ben sviluppata.
- Carduus defloratus L. - Cardo decapitato: il fusto non è alato e il capolino è solitario e incurvato appena sotto l'infiorescenza; le foglie sono glabre a lamina lanceolata e bordi interi percorsi da deboli spine.
- Carduus tenuiflorus Curtis - Cardo a capolini gracili: il fusto ha delle spine robuste; i capolini hanno un involucro cilindrico e sono riuniti in un numero maggiore (da 3 a 8, fino a 12); le squame mediane sono glabre.
- Carduus pycnocephalus L. - Cardo a capolini densi: il fusto ha delle spine robuste; i capolini hanno un involucro cilindrico allungato e sono riuniti in un numero maggiore; le squame mediane sono cigliate sui bordi.

## Usi

### Farmacia
- Proprietà curative: secondo la medicina popolare è una pianta febbrifuga e purificante del sangue.
- Parti usate: quelle aeree.

### Cucina
Dal punto di vista alimentare in alcune zone viene utilizzato il fusto quando è ancora giovane (se cucinato bene ricorda il sapore del carciofo).

### Industria
Dalla pianta si può ricavare dell'olio e carta.

## Specie alloctona
Per l'America del Nord questa specie non è nativa, infatti sembra che sia stata introdotta nel 1800 nella parte orientale degli Stati Uniti e subito si è dimostrata “specie invasiva”. In molti stati degli Stati Uniti (ma anche in alcune province del Canada) è stata dichiarata “erbaccia nociva”. Buona parte delle risorse energetiche dell'agricoltura sono impiegate per liberare i terreni delle aziende agricole e dei pascoli da questa specie. Le foglie sono sgradevoli sia per il bestiame che per la fauna selvatica. Inoltre la presenza di queste piante nei prati e nei pascoli porta ad un rapido degrado del terreno: il bestiame infatti evita queste piante dando alle stesse un notevole vantaggio competitivo rispetto ad altre più appetitose. Per controllare i danni provocati da queste piante le autorità locali consigliano il taglio preventivo dei capi fiorali e lo smaltimento degli stessi in sacchi di plastica ben sigillati per ridurre al minimo la dispersione dei semi. In altri casi sono stati usati dei diserbanti specifici con sgradevoli effetti collaterali. Sono stati fatti anche degli esperimenti introducendo nelle zone infestate da questa pianta alcuni insetti le cui larve si cibano di queste piante (Rhinocyllus conicus e Trichosirocalus horridus, insetti entrambi della superfamiglia delle Curculionoidea), ma con risultati controversi in quanto vengono attaccate anche alcune specie rare e protette del genere Carduus.

## Galleria d'immagini

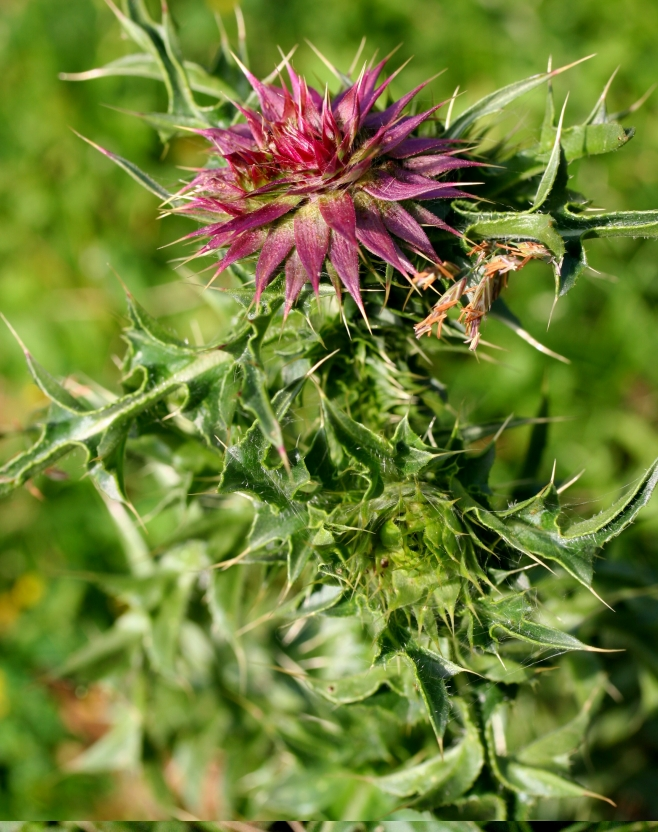
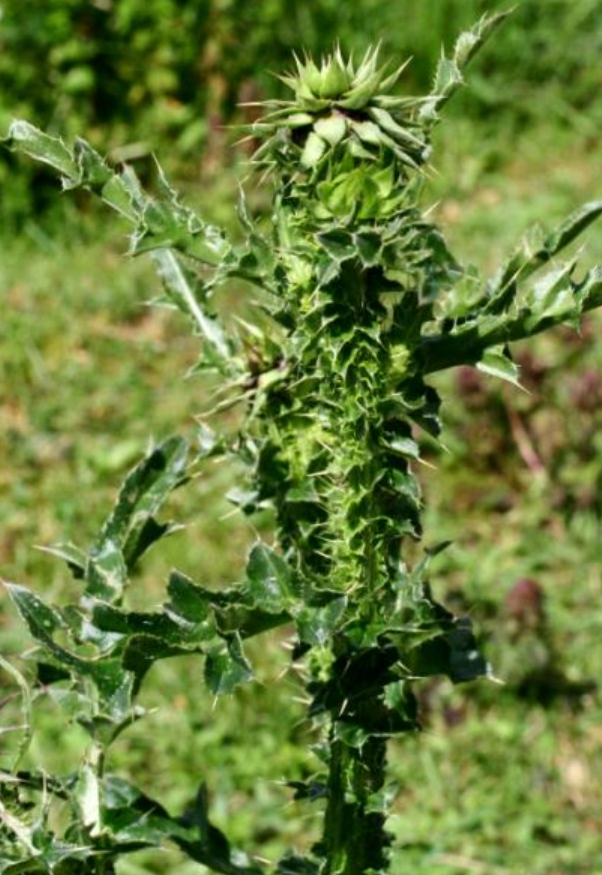
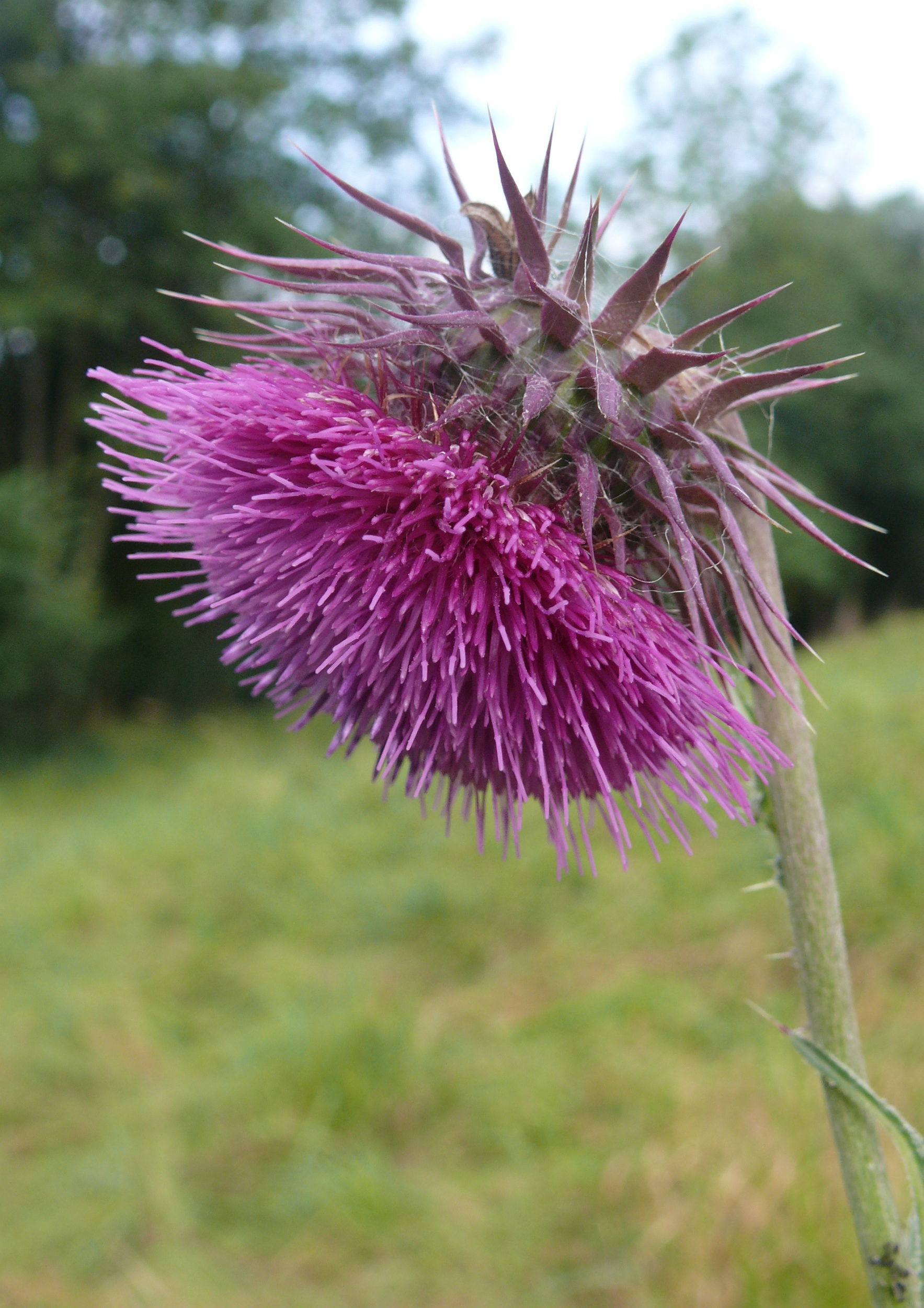
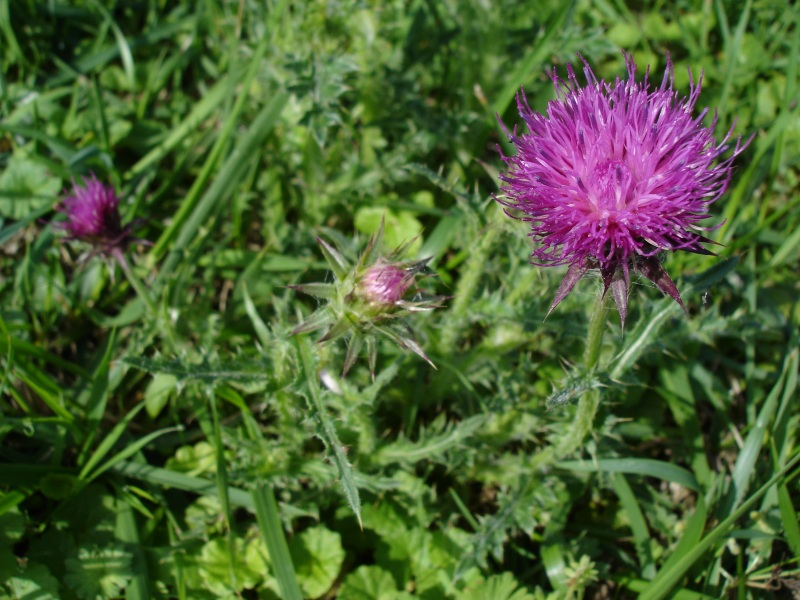